# Gajanus edulis
Gajanus edulis là một loài thực vật có hoa trong họ Đậu. Loài này được (J.R. Forst. & G. Forst.) Kuntze mô tả khoa học đầu tiên năm 1891.